# Ethiominia mediofasciata
Ethiominia mediofasciata là một loài bướm đêm trong họ Noctuidae.